# 1910
1910 (MCMX) byl rok, který dle gregoriánského kalendáře započal sobotou.

## Události

### Česko
- 17. říjen – Tiskařské družstvo Národně sociální strany se přejmenovalo na nakladatelství Melantrich, později nejvýznamnější polygrafický podnik ve střední Evropě.
- sčítání lidu
- Ve své rodné obci Velká, ku věčné paměti, věnovali manželé Jan a Marie Novotných bydlící v Chicagu v Americe jako dar sochu sv. Jana Nepomuckého. Tato socha světce je také vedená v Seznamu kulturních památek v okrese Písek.
- Začal vycházet nezávislý týdeník Obrana Slezska, který hájil zájmy Čechů na Těšínsku.

### Svět
- 8. ledna – Bhútán se stal britským protektorátem.
- 11. ledna – Francouzský polárník Jean-Baptiste Charcot objevil u pobřeží Antarktidy ostrov, který pojmenoval po svém neurologovi Jeanu-Martinovi Charcotovi.
- Na konci ledna postihla Paříž velká povodeň. Celkové škody se odhadují na dnešních zhruba 1,5 miliardy amerických dolarů.
- 8. března – Francouzka Raymonde de Laroche získala jako první žena na světě získala pilotní licenci.
- 6. května – Po smrti britského panovníka Eduarda VII. na trůn nastupuje jeho syn Jiří V.
- 31. května – Jižní Afrika získala nezávislost.
- 24. června – Založení italské automobilky Alfa Romeo.
- 28. srpna – Bylo vyhlášeno Černohorské království.
- 3.– 5. října – Portugalská revoluce svrhla monarchii a nastolila první portugalskou republiku.
- 20. října – Zaoceánský parník RMS Olympic byl spuštěn na vodu.
- 23. října – Po smrti thajského krále Chulalongkorna (Ráma V.) na trůn nastupuje jeho syn Vajiravudh (Ráma VI.).
- 18. listopadu – V Londýně proběhla demonstrace sufražetek, která měla zajistit ženám volební právo.
- 3.–19. prosince – Ve Spojeném království proběhly poslední předválečné všeobecné volby.
- 21. dubna – Byla spatřena Halleyova kometa.
- Portugalská píseň byla přijata jako oficiální hymna republiky.
- V Mandžusku vrcholí epidemie plicního moru, která si během dvou let vyžádala život 60 000 lidí.
- Vzducholodě se začaly využívat k civilní letecké přepravě.
- Britské Bečuánsko a Kapsko se stalo součástí dominia Jihoafrická unie (dnes Jihoafrická republika); Commonwealth.
- Japonsko anektovalo Koreu.
- Vytvoření Jihoafrické unie.
- Založena organizace anglických skautek Girl Guides Association (vedla je Agnes Baden-Powell).
- Založení japonské společnosti Hitachi.
- Založena španělská anarchistická odborová organizace Národní konfederace práce.

## Vědy a umění
- 7. listopadu – Premiéra 6. operety Victora Herberta Naughty Marietta byla triumfálním úspěchem
- 15. listopadu – Jiří Mahen nastoupil do redakce Lidových novin.
- 10. prosince – V Metropolitní opeře v New Yorku proběhla premiéra opery Giacoma Pucciniho Děvče ze Západu.
- Vznikl pojem expresionismus.
- Malíři vydali kubistický manifest.
- Založena skupina Sursum.
- Americký genetik Thomas Morgan prokázal, že chromozomy nesou genetickou informaci.
- D. A. Rožanskij sestrojil první obrazovku.

## Knihy
- Bílý Den – Jack London
- Fantom opery – Gaston Leroux
- Rodinné sídlo – Edward Morgan Forster
- Tajemství Viléma Storitze – Jules Verne
- Vraždění – Josef Karel Šlejhar
- Zápisky Malta Lauridse Brigga – Rainer Maria Rilke

## Nobelova cena
- Nobelova cena za fyziku – Johannes Diderik van der Waals za vytvoření rovnice pro plyny a kapaliny
- Nobelova cena za fyziologii a lékařství – Albrecht Kossel za výzkum bílkovin
- Nobelova cena za chemii – Otto Wallach za výzkum v oblasti éterických olejů
- Nobelova cena za literaturu – Paul Heyse
- Nobelova cena za mír – Stálý mezinárodní výbor míru

## Narození

### Česko

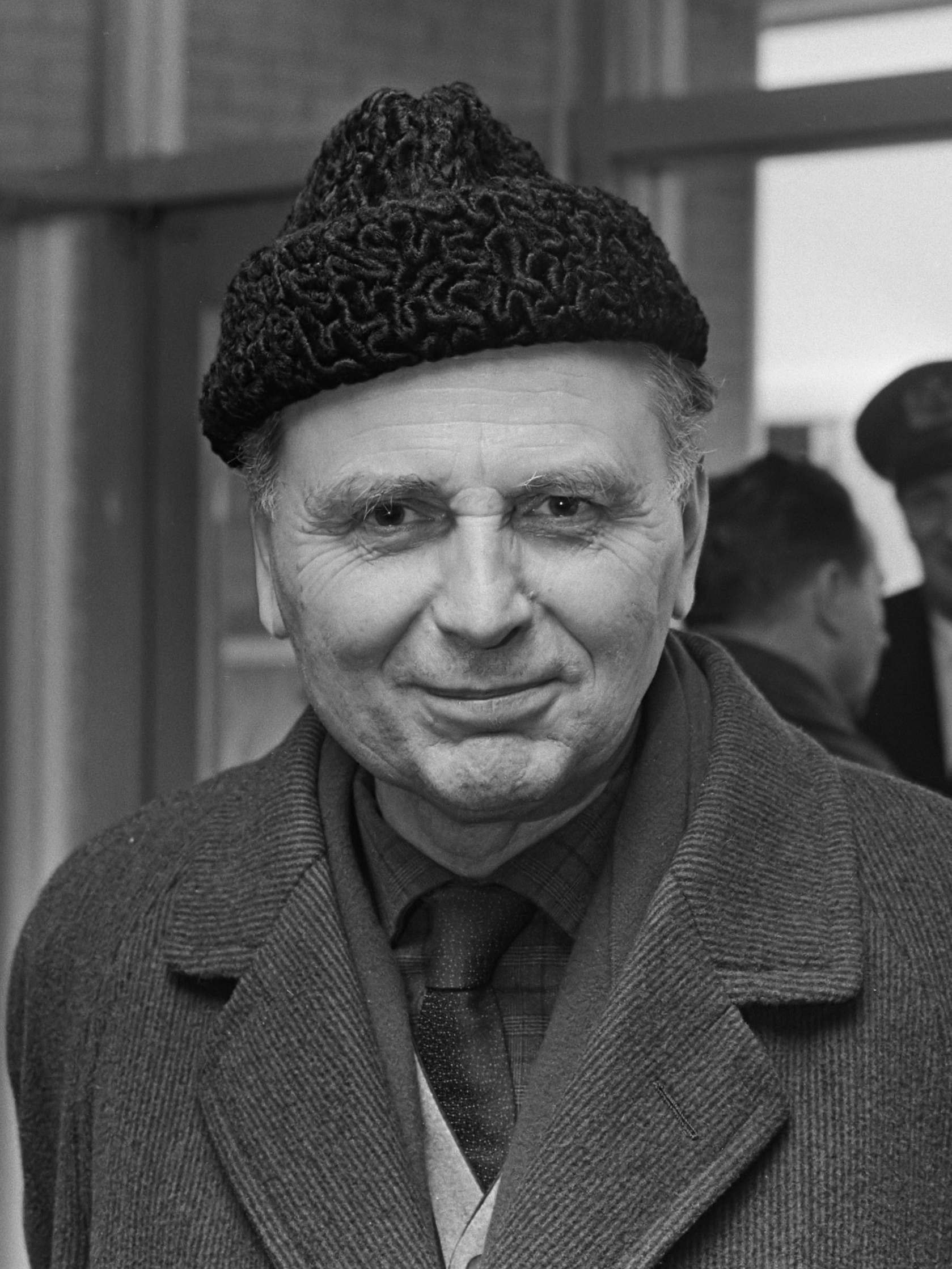
Elmar Klos (* 26. ledna)

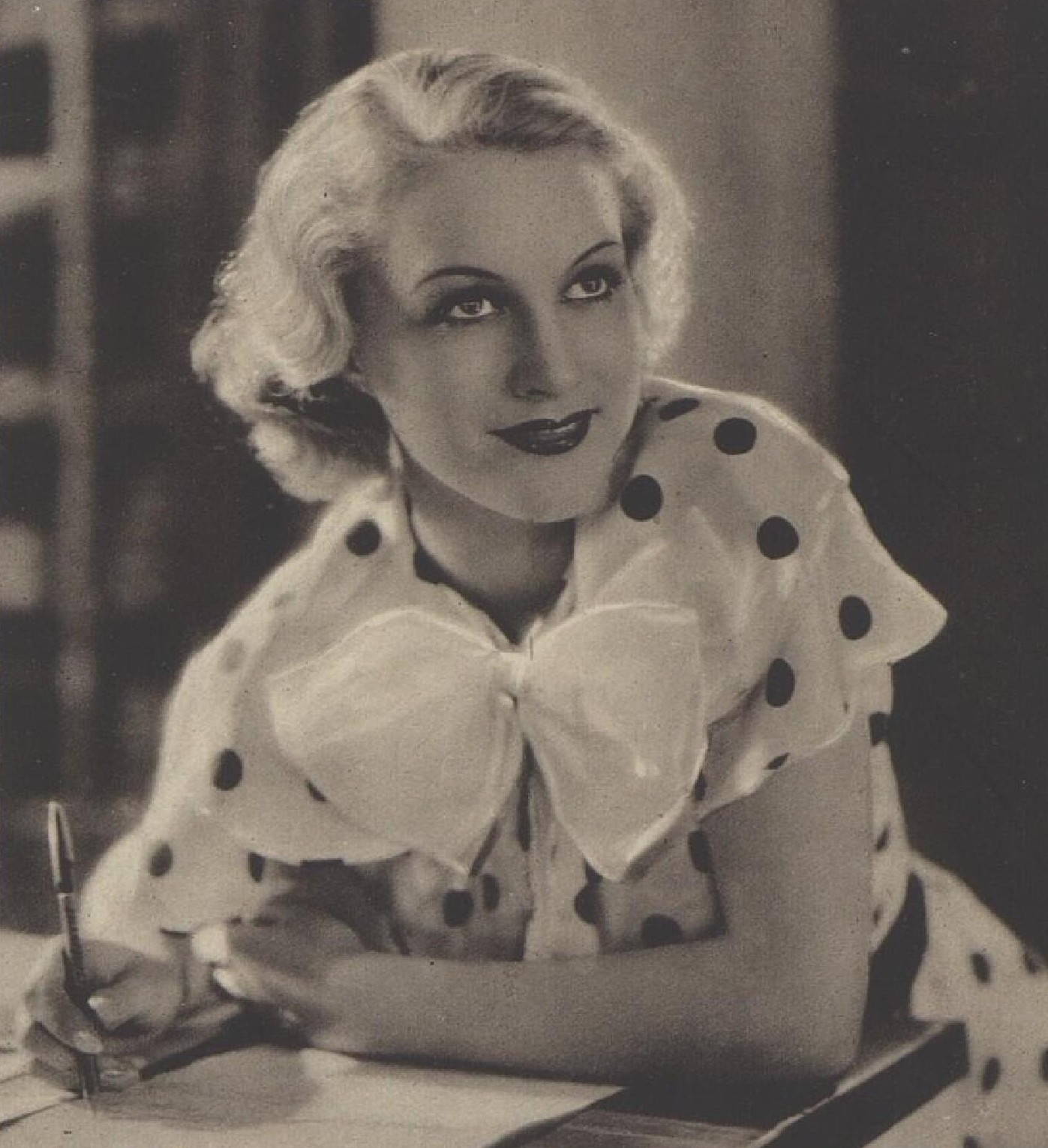
Adina Mandlová (* 28. ledna)

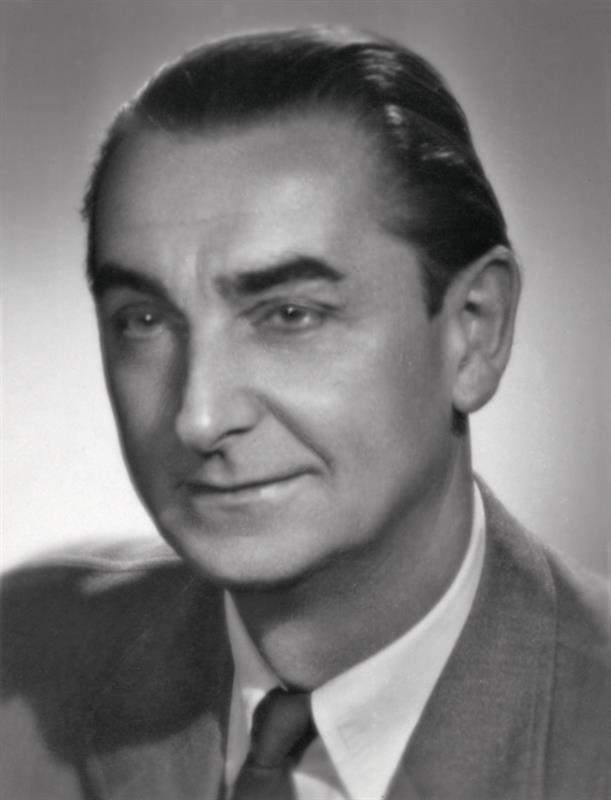
Eduard Haken (* 22. března)

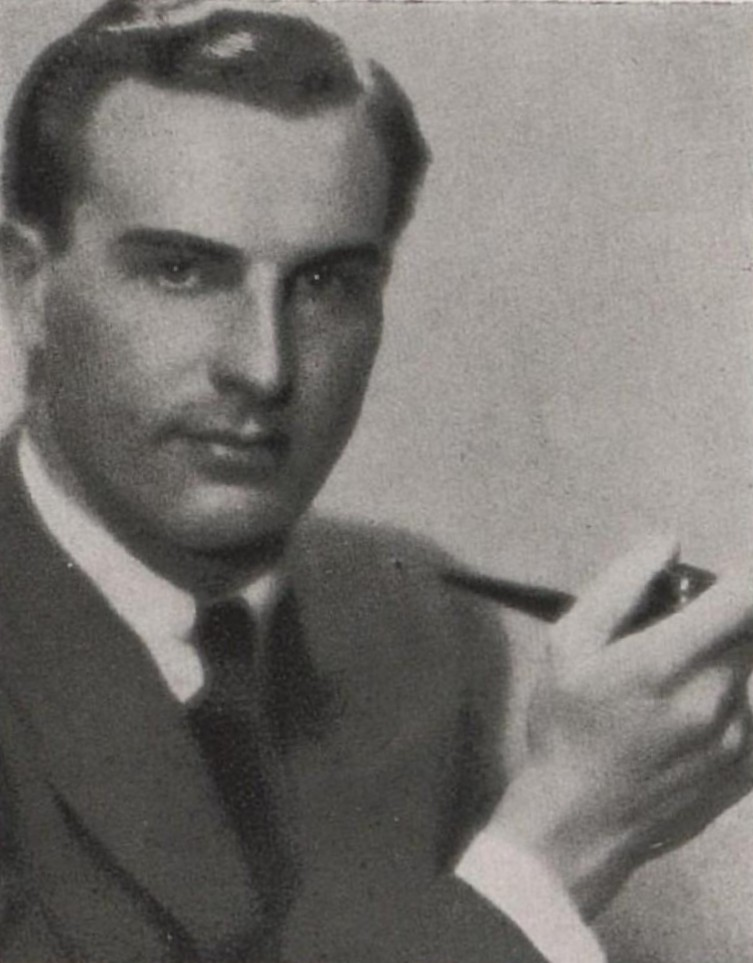
Raoul Schránil (* 24. března)

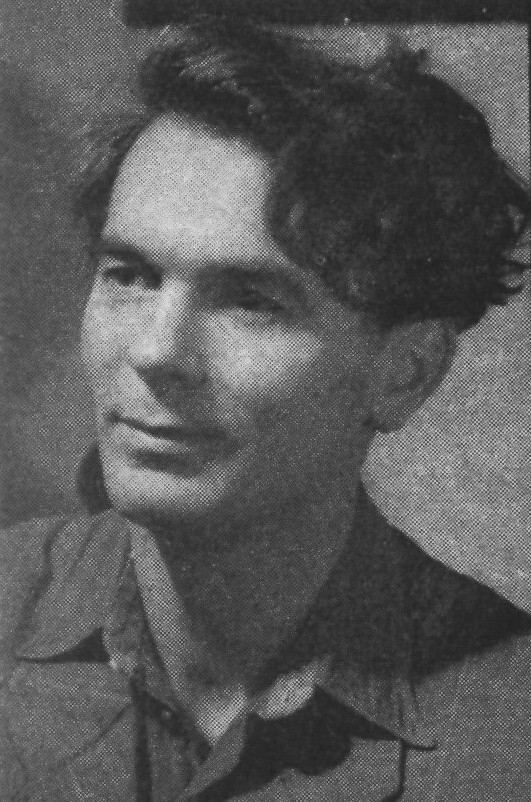
Oldřich Mikulášek (* 26. května)

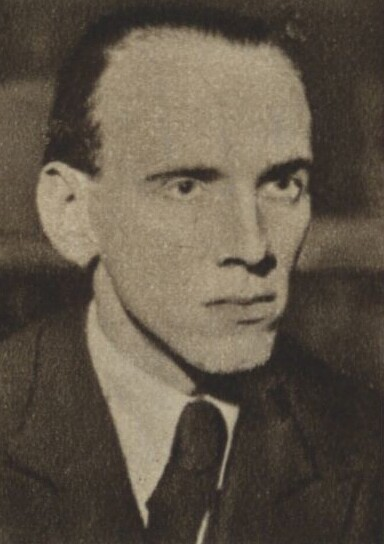
František Hrubín (* 17. září)

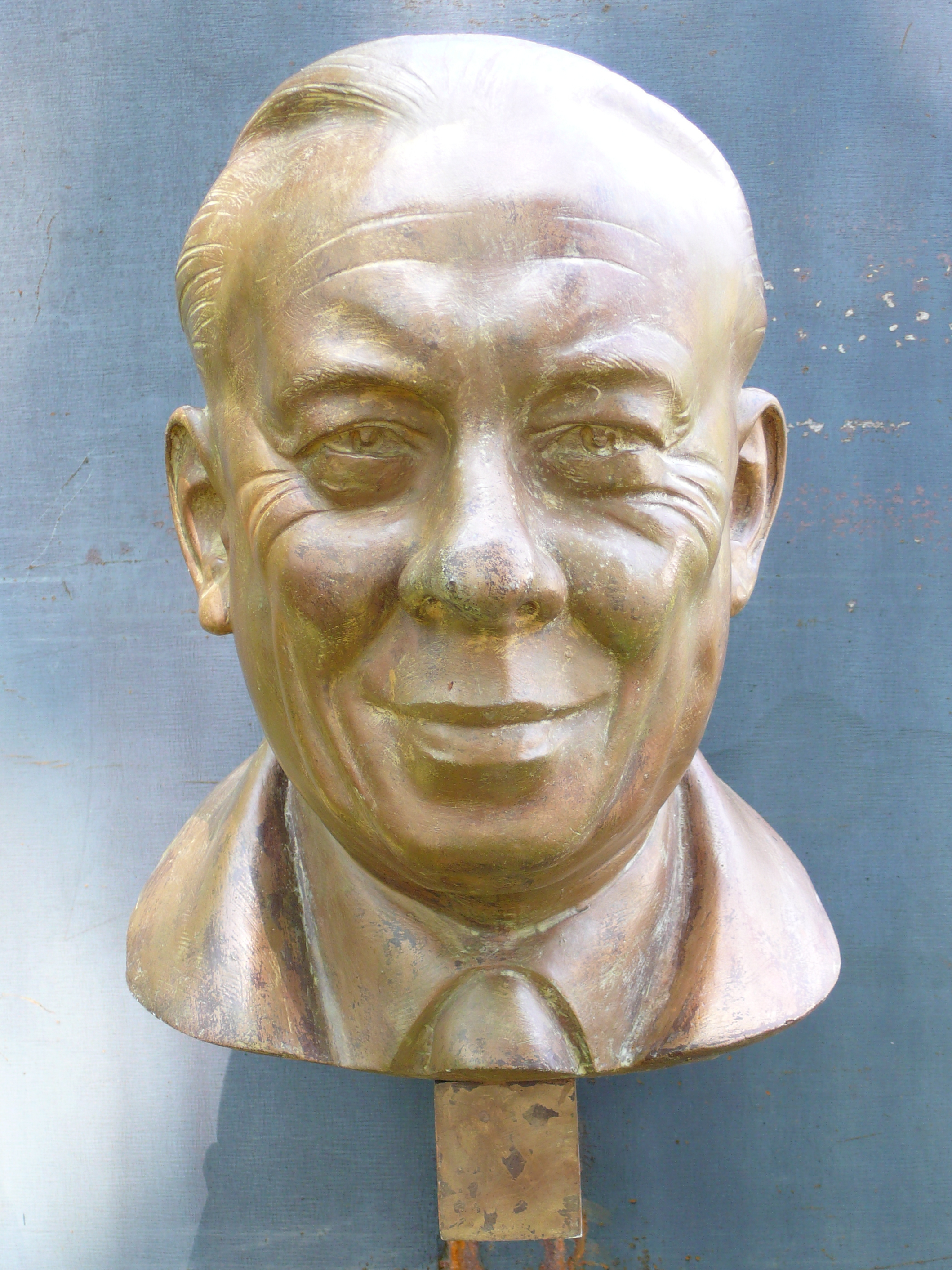
Karel Zeman (* 3. listopadu)

- 26. ledna – Elmar Klos, režisér a scenárista († 19. července 1993)
- 28. ledna – Adina Mandlová, herečka († 16. června 1991)
- 6. února – Nina Jirsíková, tanečnice, choreografka a kostýmní výtvarnice († 23. listopadu 1978)
- 8. února – Božena Weleková, loutkoherečka a herečka († 10. prosince 1979)
- 12. února
  - Jindřich Chalupecký, výtvarný a literární teoretik († 19. června 1990)
  - Petr Lotar, herec, překladatel a spisovatel († 12. července 1986)
- 14. února – Jan Fadrhons, vojenský dirigent a hudebník († 7. července 1963)
- 15. února
  - Rudolf Kende, hudební skladatel († 24. srpna 1958)
  - Jozef Čabelka, vědec v oboru metalurgie († 6. července 1987)
- 19. února – Karel Černý, malíř († 18. října 1960)
- 26. února
  - Božena Novotná, manželka prezidenta Antonína Novotného († 25. dubna 1980)
  - Jindřich Wielgus, sochař a grafik († 6. května 1998)
- 17. března
  - Jiří Štursa, architekt († 6. února 1995)
  - Bohumil Hošek, dozorce finanční stráže a člen stráže obrany státu († 24. září 1938)
- 22. března – Eduard Haken, operní zpěvák († 12. ledna 1996)
- 24. března – Raoul Schránil, herec († 20. září 1998)
- 27. března – Ladislav Vachulka, varhaník, cembalista († 14. dubna 1986)
- 31. března – Karel Jernek, divadelní režisér († 22. června 1992)
- 1. dubna – Jaroslava Bajerová, sportovní gymnastka, stříbrná medaile LOH 1936 († 23. srpna 1995)
- 3. dubna – Bedřich Grünzweig, americký fotograf českého původu († 2005)
- 15. dubna – Zdeněk Sklenář, malíř, grafik a ilustrátor († 19. dubna 1986)
- 21. dubna – Jozef Herda, československý zápasník, stříbrná medaile OH 1936 († 4. října 1985)
- 25. dubna
  - Vilda Jakš, boxer, několikanásobný mistr Československa a vicemistr světa († 21. srpna 1943)
  - Josef Kohout, propagátor ragby († 31. července 2001)
- 27. dubna – Karel Urbánek, sbormistr a skladatel († 28. června 1995)
- 28. dubna – Josef Urválek, komunistický prokurátor Státního soudu († 29. listopadu 1979)
- 10. května
  - Tomáš Býček, příslušník výsadku Barium († 29. listopadu 1986)
  - Antonín Strnadel, malíř, grafik a ilustrátor († 31. října 1975)
- 11. května
  - Jaroslav Šusta, spisovatel († 4. března 1989)
  - Ladislav Stejskal, malíř a pedagog († 21. srpna 1983)
- 12. května – Karel Janů, architekt († 11. února 1995)
- 14. května – Jiří Sternwald, hudební skladatel († 19. prosince 2007)
- 17. května – Ilja Bart, novinář a básník († 11. listopadu 1973)
- 19. května – Blanka Waleská, herečka († 6. července 1986)
- 25. května – Antonín Haas, archivář († 17. prosince 1971)
- 26. května – Oldřich Mikulášek, básník († 13. července 1985)
- 27. května – Václav Knotek, šifrant vojenské zpravodajské služby, oběť komunismu († 16. června 1948)
- 28. května – Alois Jilemnický, regionální historik a spisovatel († 29. listopadu 1986)
- 30. května – Ferdinand Daučík, československý fotbalový reprezentant († 14. listopadu 1986)
- 1. června
  - Zdeněk Adla, spisovatel a grafik († 29. srpna 1990)
  - Jan Kodet, sochař († 11. listopadu 1974)
- 9. června – Rastislav Váhala, právník, účastník protinacistického odboje († 2. prosince 1988)
- 11. června – Bohumil Jahoda, sochař a designér († 23. prosince 1969)
- 19. června – František Hanták, hobojista a hudební pedagog († 23. září 1990)
- 20. června – Rudolf Turek, historik a archeolog († 13. listopadu 1991)
- 21. června – Mirko Pašek, spisovatel, cestovatel a reportér († 6. února 2002)
- 27. června
  - Karel Reiner, hudební skladatel a klavírista († 17. října 1979)
  - Milada Ježková, herečka († 4. května 1994)
- 2. července – Hans Günther Adler, spisovatel a historik († 21. srpna 1988)
- 12. července – Ludvík Pelíšek, hudební skladatel († 30. července 1953)
- 13. července – Jan Dokulil, kněz, básník, překladatel († 1. února 1974)
- 14. července
  - Helena Šmahelová, spisovatelka († 5. listopadu 1997)
  - František Vlček, scenárista († 14. září 1981)
- 20. července – Vilém Tauský, dirigent a hudební skladatel († 16. března 2004)
- 21. července – Věra Řepková, klavíristka († 3. května 1990)
- 31. července – Václav Jírů, fotograf († 28. června 1980)
- 5. srpna – Jan Vanýsek, oftalmolog († 14. září 1995)
- 6. srpna – Josef Poulík, archeolog († 28. února 1998)
- 7. srpna – Kajetán Matoušek, světící biskup pražský († 21. října 1994)
- 8. srpna – František Müller, katolický kněz, spisovatel († 1. října 1985)
- 12. srpna – František Matějek, historik († 10. srpna 1997)
- 18. srpna – Alexej Čepička, ministr obrany, zeť Klementa Gottwalda († 30. září 1990)
- 21. srpna – Václav Bouška, československý fotbalový reprezentant († 20. září 1975)
- 25. srpna – Bohumil Kulínský, sbormistr a hudební pedagog († 11. dubna 1988)
- 2. září – Vladimír Henzl, spisovatel, překladatel, publicista a diplomat († 31. března 1978)
- 16. září – Timotheus Vodička, filozof, katolický spisovatel, redaktor a překladatel († 12. května 1967)
- 17. září – František Hrubín, básník († 1. března 1971)
- 22. září – Klement Slavický, hudební skladatel († 4. září 1999)
- 23. září
  - Stanislav Maršo, tvůrce písma, typograf a pedagog († 25. ledna 1976)
  - Václav David, ministr zahraničních věcí Československa († 5. ledna 1996)
- 27. září – Karel Dittler, dramatik, režisér a herec († 14. prosince 1984)
- 30. září – Karel Hrubý, genetik, přírodovědec, botanik a entomolog († 10. prosince 1962)
- 4. října
  - Adolf Branald, spisovatel († 28. září 2008)
  - Otto Eckert, sochař a keramik († 1. ledna 1995)
  - Zdeněk Kaňák, dirigent, sbormistr a pedagog († 4. října 1991)
  - František Rauch, klavírista a pedagog († 23. září 1996)
- 5. října – Jiří Kostka, herec († 6. srpna 1985)
- 9. října – Karel Kalaš, operní pěvec († 3. května 2001)
- 19. října – Věra Lišková-Traubová, literární kritička († 20. listopadu 1944)
- 27. října – Osvald Závodský, velitel komunistické Státní bezpečnosti († 19. března 1954)
- 3. listopadu – Karel Zeman, filmový režisér, výtvarník, loutkář († 5. dubna 1989)
- 11. listopadu – Josef Jiří Kamenický, malíř († 8. září 1981)
- 26. listopadu – Oldřich Janko, voják a příslušník výsadku Sulphur († 1. března 1945)
- 27. listopadu – Vladimír Hellmuth-Brauner, literární historik, publicista a diplomat († 17. srpna 1982)
- 3. prosince – Achille Gregor, spisovatel († 30. ledna 1998)

### Svět

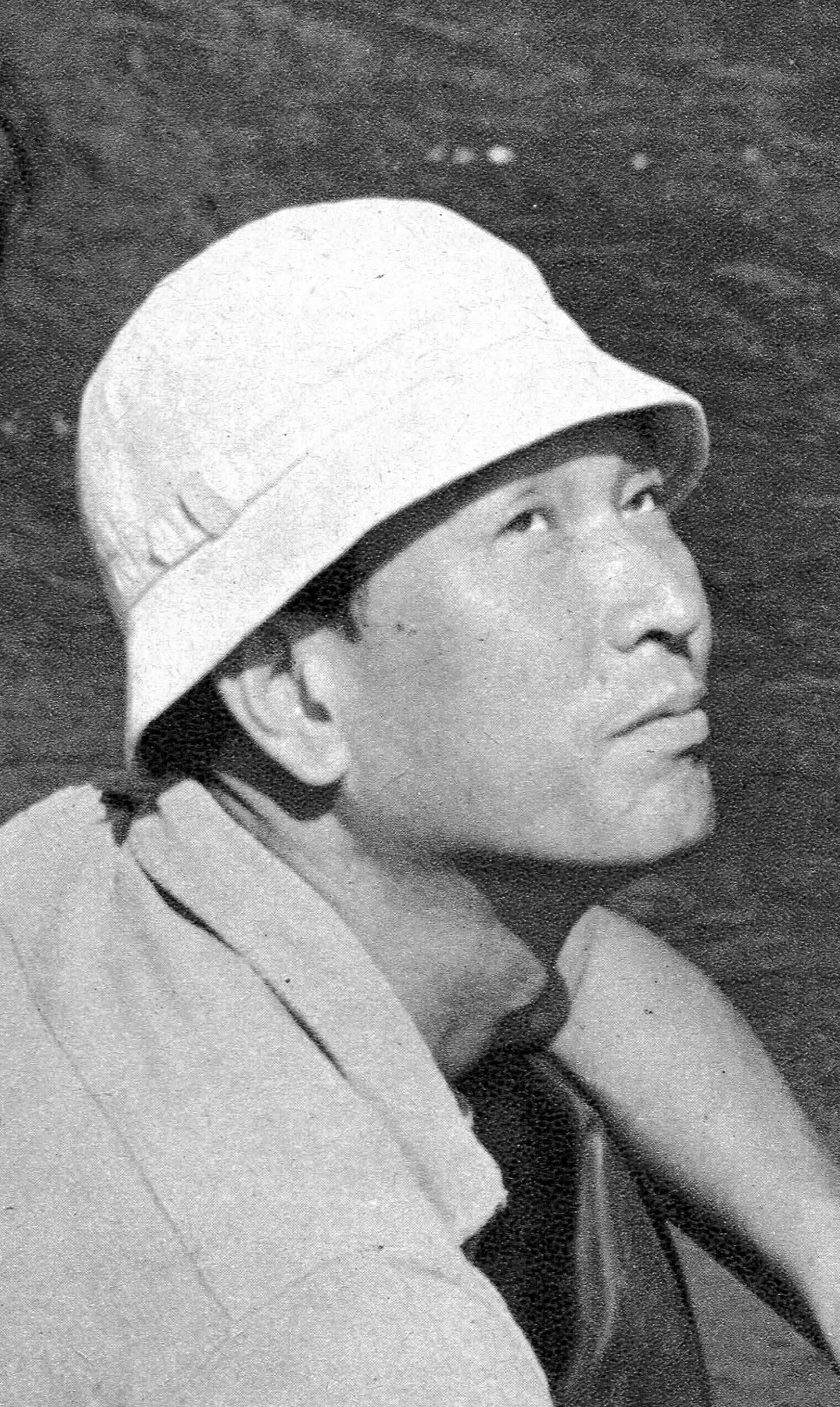
Akira Kurosawa (* 23. března)

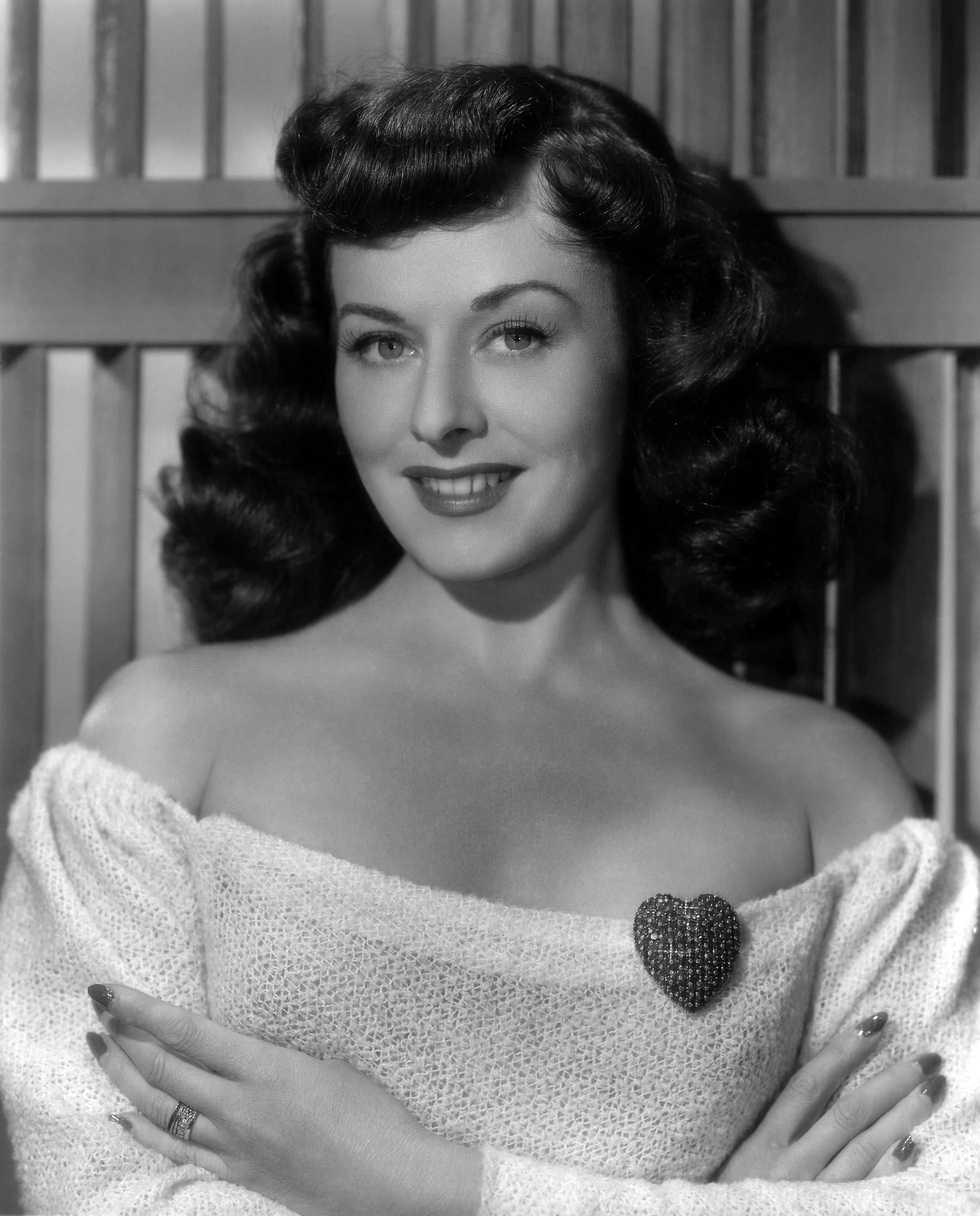
Paulette Goddard (* 3. června)

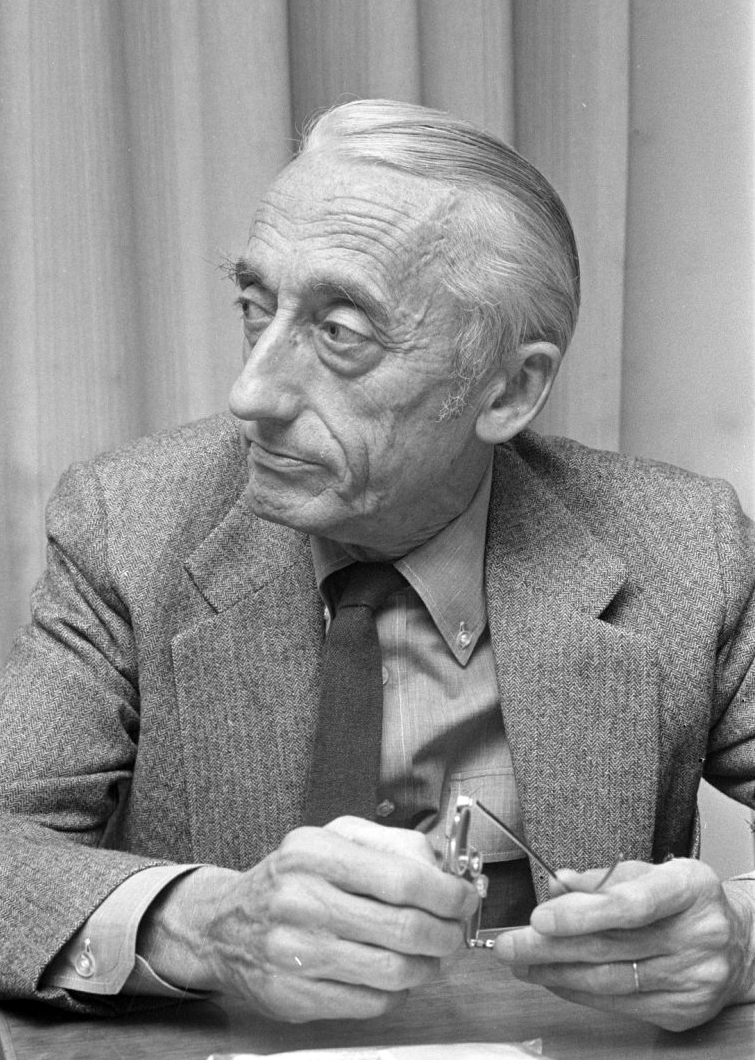
Jacques-Yves Cousteau (* 11. června)

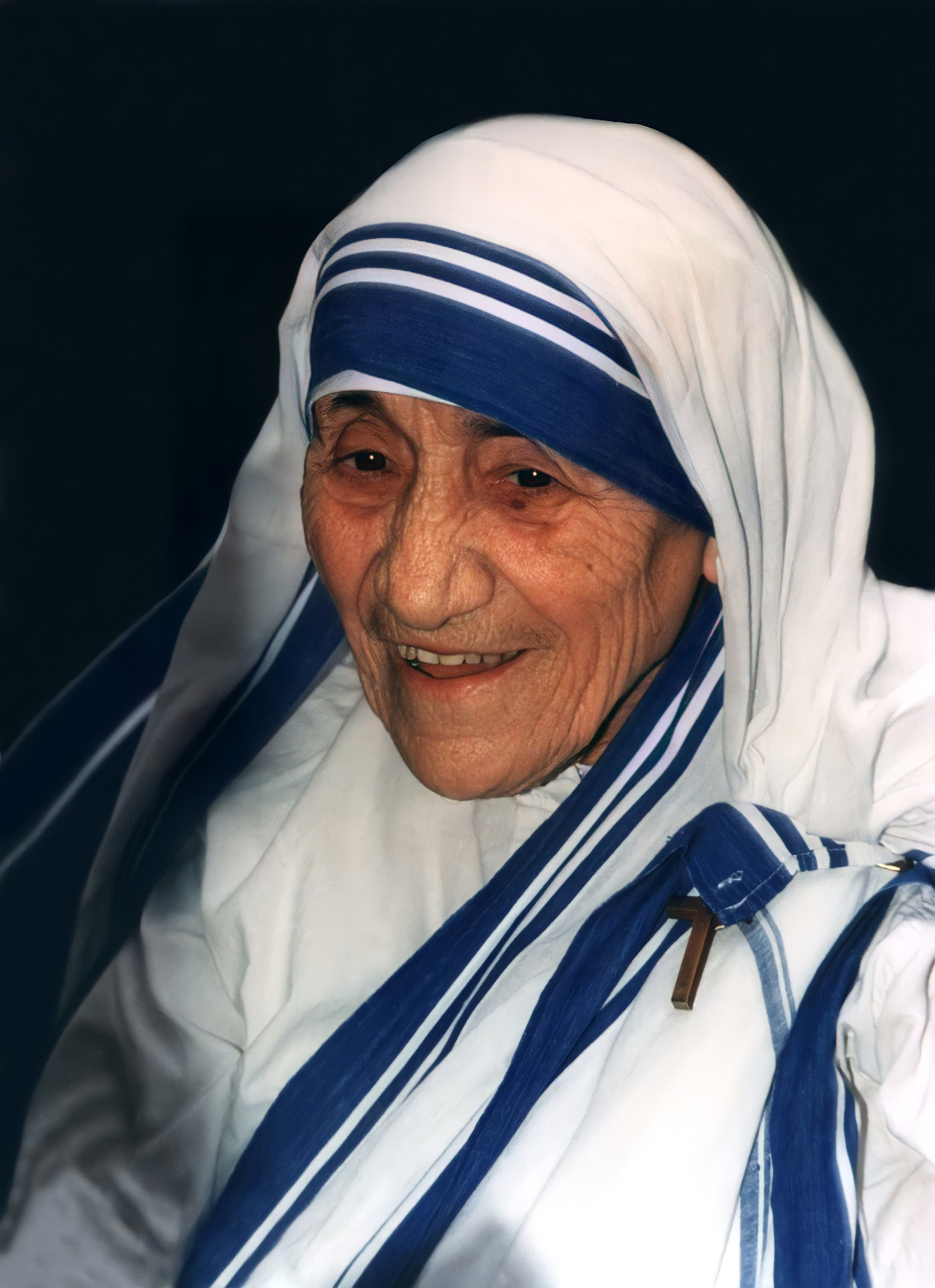
Matka Tereza (* 26. srpna)

- 3. ledna – John Sturges, americký filmový režisér († 18. srpna 1992)
- 5. ledna
  - Jack Lovelock, novozélandský olympijský vítěz v běhu na 1500m z roku 1936 († 28. prosince 1949)
  - Štefan Luby, slovenský právník († 10. října 1976)
- 8. ledna – Georgij Semjonovič Abašvili, sovětský námořní velitel († 26. září 1982)
- 10. ledna – Jean Martinon, francouzský skladatel a dirigent († 1. března 1976)
- 12. ledna – Luise Rainerová, hollywoodská herečka německého původu († 14. prosince 1980)
- 16. ledna
  - Július Lörincz, slovenský malíř a politik († 14. prosince 1980)
  - Walter Schellenberg, šéf nacistické špionážní služby († 31. března 1952)
- 20. ledna – Joy Adamsonová, spisovatelka, malířka a ochránkyně zvířat († 3. ledna 1980)
- 23. ledna – Django Reinhardt, belgický gypsy-jazzový kytarista († 16. května 1953)
- 27. ledna – Edvard Kardelj, slovinský komunistický politik a státník († 10. února 1979)
- 31. ledna – Giorgio Perlasca, italský obchodník, zachránce Židů († 15. srpna 1992)
- 5. února – Francisco Varallo, argentinský fotbalista († 30. srpna 2010)
- 7. února
  - Štefan Bašťovanský, primátor Bratislavy, generální tajemník Komunistické strany Slovenska († 27. listopadu 1952)
  - Max Bense, německý filozof a teoretik umění a vědy († 29. dubna 1990)
- 10. února
  - Evženie Řecká a Dánská, vévodkyně z Castel Duino († 13. února 1989)
  - Dominique Pire, belgický dominikán, nositel Nobelovy ceny († 30. ledna 1969)
- 12. února – Gunnar Höckert, finský olympijský vítěz v běhu na 5000 metrů, 1936 († 11. února 1940)
- 13. února – William Bradford Shockley, americký fyzik, nositel Nobelovy ceny († 12. srpna 1989)
- 15. února – Irena Sendlerová, polská sociální pracovnice, odbojářka († 12. května 2008)
- 20. února – Esther Szekeresová, maďarsko-australská matematička († 28. srpna 2005)
- 24. února – Karl Hugo Strunz, německý mineralog († 19. dubna 2006)
- 26. února
  - Sergej Georgijevič Gorškov, admirál loďstva Sovětského svazu († 13. května 1988)
  - Alexander Matuška, slovenský literární vědec a politik († 1. dubna 1975)
- 28. února – Michal Chorváth, slovenský básník a politik († 14. ledna 1982)
- 1. března
  - Archer John Porter Martin, britský chemik, nositel Nobelovy ceny († 28. července 2002)
  - David Niven, britský herec a voják († 29. července 1983)
- 2. března – George Kojac, americký plavec, dvojnásobný olympijský vítěz († 28. května 1996)
- 6. března – Rudolf Vsevolodovič Vjatkin, ruský sinolog († ? 1995)
- 8. března – Radu Tudoran, rumunský spisovatel († 18. listopadu 1992)
- 12. března – Masajoši Óhira, premiér Japonska († 12. června 1980)
- 14. března
  - Jozef Feranec, 14. biskup banskobystrický († 3. května 2003)
  - Ernst Schäfer, německý ornitolog († 21. července 1992)
- 15. března
  - Branko Žeželj, srbský stavební odborník, vědec, partyzán († 20. února 1995)
  - An Rutgers van der Loeff-Basenauová, nizozemská spisovatelka († 19. srpna 1990)
- 16. března – Aladár Gerevich, maďarský šermíř, který získal zlatou medaili na šesti OH († 14. května 1991)
- 18. března – Lajos Gogolák, maďárský historik († 22. září 1987)
- 19. března
  - Samuel Barber, americký hudební skladatel († 23. ledna 1981)
  - Kazimierz Wyka, literární historik, kritik a politik († 19. ledna 1975)
- 20. března – Lütfiye Sultan, osmanská princezna a vnučka sultána Mehmeda V. († 11. června 1997)
- 22. března – Fritz G. Winter, německý architekt († 12. listopadu 1986)
- 23. března – Akira Kurosawa, japonský filmový režisér († 6. září 1998)
- 24. března – Adolph Malan, jihoafrický stíhací pilot RAF († 17. září 1963)
- 25. března – Bencijon Netanjahu, izraelský historik († 30. dubna 2012)
- 27. března – Louise Rosskamová, americká fotografka († 1. dubna 2003)
- 28. března
  - Ingrid Švédská, dánská královna († 7. listopadu 2000)
  - Kit Kleinová, americká rychlobruslařka, mistryně světa 1936 († 13. dubna 1985)
- 29. března – Karol Badáni, slovenský herec a divadelní režisér († 30. září 1970)
- 1. dubna – Harry Carney, americký jazzový saxofonista a klarinetista († 8. října 1974)
- 2. dubna – Carlo Carretto, italský spisovatel († 4. října 1988)
- 4. dubna – Barthélemy Boganda, středoafrický politik († 29. března 1959)
- 6. dubna – Barys Kit, americký matematik, fyzik a chemik († 1. února 2018)
- 22. dubna – Fridrich František Meklenbursko-Zvěřínský, dědičný meklenbursko-zvěřínský velkovévoda († 31. července 2001)
- 23. dubna – Marijan Brecelj, národní hrdina Jugoslávie († 7. ledna 1989)
- 26. dubna – Meša Selimović, srbský a bosenský spisovatel († 11. července 1982)
- 30. dubna – Milan Janák, slovenský ekonom a vysokoškolský pedagog († 6. listopadu 1982)
- 2. května – Gerhard Oestreich, německý historik († 5. února 1978)
- 6. května – Sándor Tatay, maďarský spisovatel († 2. prosince 1991)
- 8. května – Mary Lou Williams, americká jazzová klavíristka († 28. května 1981)
- 10. května – Eric Berne, americký lékař a psychiatr († 15. července 1970)
- 12. května – Dorothy Crowfoot Hodgkin, britská chemička, nositelka Nobelovy ceny († 29. července 1994)
- 23. května – Artie Shaw, jazzový klarinetista a skladatel († 30. prosince 2004)
- 26. května – Imi Lichtenfeld, tvůrce izraelského bojového systému Krav maga († 9. ledna 1998)
- 28. května – T-Bone Walker, americký bluesový kytarista, zpěvák a skladatel († 16. března 1975)
- 1. června – Gyula Kállai, maďarský premiér († 12. března 1996)
- 3. června – Paulette Goddard, americká herečka († 23. dubna 1990)
- 4. června
  - Christopher Cockerell, britský vynálezce († 1. června 1999)
  - Gloria Stuartová, americká herečka († 26. září 2010)
- 7. června – Marion Post Wolcottová, americká fotografka († 24. listopadu 1990)
- 8. června – John Wood Campbell, americký spisovatel († 11. července 1971)
- 10. června
  - Armen Tachtadžjan, arménský botanik († 13. listopadu 2009)
  - Howlin' Wolf, americký bluesový kytarista, zpěvák a skladatel († 10. ledna 1976)
- 11. června
  - Jacques-Yves Cousteau, francouzský námořní důstojník, výzkumník, ochránce přírody († 25. června 1997)
  - Enrique Guaita, argentinsko-italský fotbalista († 18. května 1959)
  - Joachim von Zedtwitz, rakouský lékař, zachránce Židů († 10. října 2001)
- 14. června – David Zehavi, izraelský hudební skladatel († 26. října 1977)
- 15. června – Hugh Walters, britský spisovatel sci-fi († 13. ledna 1993)
- 16. června – Ilona Massey, maďarská zpěvačka a herečka († 20. srpna 1974)
- 19. června
  - Paul John Flory, americký chemik, nositel Nobelovy ceny († 8. září 1985)
  - Ljubiša Jocić, srbský spisovatel († 2. března 1978)
- 22. června – Konrad Zuse, německý inženýr a počítačový průkopník († 18. prosince 1995)
- 23. června – Jean Anouilh, francouzský dramatik († 3. října 1987)
- 25. června – Heinrich Appelt, rakouský historik a diplomat († 16. září 1982)
- 26. června – Roy J. Plunkett, americký chemik, vynálezce teflonu († 12. května 1994)
- 1. července
  - Walter Kolneder, rakouský muzikolog, hudební vydavatel a spisovatel († 30. ledna 1994)
  - Glenn Hardin, americký sprinter, olympijský vítěz z roku 1936 († 6. března 1975)
- 2. července – Herbert Alexander Rosenfeld, britský psychoanalytik († 29. listopadu 1986)
- 4. července – Robert K. Merton, americký sociolog († 23. února 2003)
- 14. července – William Hanna, americký animátor, scenárista, kreslíř a režisér († 22. března 2001)
- 15. července
  - Ronald Binge, britský hudební skladatel († 6. září 1979)
  - Peter Mehringer, americký zápasník a hráč amerického fotbalu, zlato na OH 1932 († 27. srpna 1986)
- 21. července – Viggo Kampmann, premiér Dánska († 3. června 1976)
- 27. července – Julien Gracq, francouzský spisovatel († 22. prosince 2007)
- 30. července – Edgar de Evia, americký fotograf († 10. února 2003)
- 8. srpna – Lucky Millinder, americký dirigent swingového orchestru († 28. září 1966)
- 9. srpna – Robert van Gulik, nizozemský orientalista, diplomat, hudebník a spisovatel († 24. září 1967)
- 11. srpna – George Caspar Homans, americký sociolog († 29. května 1989)
- 12. srpna – Jane Wyattová, americká herečka († 20. října 2006)
- 13. srpna – Saíd bin Tajmúr, sultán Maskatu a Ománu († 19. října 1972)
- 14. srpna
  - Willy Ronis, francouzský fotograf († 11. září 2009)
  - Pierre Schaeffer, francouzský hudební skladatel († 19. srpna 1995)
- 15. srpna – Josef Klaus, rakouský kancléř († 26. července 2001)
- 16. srpna – Karel Alfréd z Lichtenštejna, lichtenštejnský kníže († 17. listopadu 1985)
- 18. srpna – Pál Turán, maďarský matematik († 26. září 1976)
- 19. srpna
  - Svatá Alfonsa, indická řeholnice († 28. července 1946)
  - Quentin Bell, britský spisovatel, malíř, historik umění († 16. prosince 1996)
- 20. srpna – Eero Saarinen, finsko-americký architekt († 1. září 1961)
- 23. srpna
  - Giuseppe Meazza, italský fotbalista († 21. srpna 1979)
  - Alfons Maria Stickler, rakouský kardinál († 12. prosince 2007)
- 25. srpna – Dorothea Tanning, americká malířka († 31. ledna 2012)
- 26. srpna – Matka Tereza, misionářka a humanitární pracovnice, nositelka Nobelovy ceny († 5. září 1997)
- 28. srpna
  - Tjalling Koopmans, nizozemský ekonom, nositel Nobelovy ceny († 26. února 1985)
  - Ángel Sanz-Briz, španělský diplomat, zachránce Židů († 11. června 1980)
- 1. září – Pierre Bézier, francouzský konstruktér a matematik († 25. listopadu 1999)
- 2. září
  - Skender Kulenović, bosenský spisovatel († 25. ledna 1978)
  - Jacques Monod, francouzský biochemik, nositel Nobelovy ceny († 31. května 1976)
- 3. září – Maurice Papon, francouzský politik kolaborující s nacisty († 17. února 2007)
- 7. září – Jack Shea, americký rychlobruslař, dvojnásobný olympijský vítěz († 22. ledna 2002)
- 10. září
  - Karol Aufricht, slovenský fotograf († 30. října 1975)
  - Eric de Maré, britský fotograf a spisovatel († 22. ledna 2002)
- 14. září – Gaston Defferre, francouzský politik († 7. května 1986
- 17. září – Hilmar Pabel, německý fotograf a žurnalista († 6. listopadu 2000)
- 19. září – Josip Pupačić, chorvatský básník († 23. ledna 1971)
- 22. září – Franciszek Dachtera, polský katolický kněz, mučedník, blahoslavený († 22. srpna 1944)
- 1. října – Bonnie Parkerová, Bonnie a Clyde, populární zločinci († 23. května 1934)
- 7. října – Ďordi Abadžijev, makedónský prozaik a historik († 2. srpna 1963)
- 8. října
  - Rudolf Abderhalden, švýcarský fyziolog a patolog († 23. srpna 1965)
  - Paulette Dubost, francouzská filmová herečka a zpěvačka († 21. září 2011)
  - Gus Hall, předseda Komunistické strany Spojených států amerických († 13. října 2000)
- 10. října – Julius Shulman, americký fotograf († 15. července 2009)
- 15. října – Edwin O. Reischauer, americký japanolog a diplomat († 1. září 1990)
- 19. října – Subrahmanyan Chandrasekhar, americký fyzik a matematik indického původu († 21. srpna 1995)
- 21. října – Karol Herman Stępień, polský kněz a mučedník († 19. července 1943)
- 29. října – Alfred Jules Ayer, anglický filozof († 27. června 1989)
- 5. listopadu – Louis Évely, belgický křesťanský spisovatel († 30. srpna 1985)
- 7. listopadu – Edmund Ronald Leach, britský antropolog († 6. ledna 1989)
- 11. listopadu – Jisra'el Eldad, izraelský filozof († 22. ledna 1996)
- 14. listopadu
  - Eric Malpass, anglický spisovatel († 16. října 1996)
  - Karel Putrih, slovinský sochař († 6. září 1959)
- 16. listopadu – Jane Tilden, rakouská herečka († 27. srpna 2002)
- 19. listopadu – Adrian Conan Doyle, britský spisovatel († 3. června 1970)
- 23. listopadu – Alexandr Mironov, běloruský sovětský spisovatel († 15. prosince 1992)
- 26. listopadu – Cyril Cusack, irský herec († 7. října 1993)
- 30. listopadu – Konstantin Badigin, sovětský spisovatel a kapitán dálné plavby († 17. března 1984)
- 4. prosince
  - Alex North, americký hudební skladatel († 8. září 1991)
  - Ján Kostra, slovenský básník a malíř († 5. listopadu 1975)
- 6. prosince – Jim Kjelgaard, americký spisovatel († 12. července 1959)
- 7. prosince – Louis Prima, americký zpěvák, herec, písňový autor a trumpetista († 24. srpna 1978)
- 8. prosince
  - Katalin Karády, maďarská herečka a zpěvačka († 8. února 1990)
  - Heinrich Bacht, německý teolog († 25. ledna 1986)
- 11. prosince – Paľo Bielik, slovenský herec a filmový režisér († 23. dubna 1983)
- 16. prosince – Aj Čching, čínský básník († 5. května 1996)
- 19. prosince – Jean Genet, francouzský básník, dramatik a spisovatel († 15. dubna 1986)
- 22. prosince – Silvio Accame, italský historik († 10. listopadu 1997)
- 23. prosince
  - Marie Mercedes Bourbonsko-Sicilská, matka Juana Carlose I., krále Španělska († 2. ledna 2000)
  - Seweryn Butrym, polský herec a divadelní režisér († 21. prosince 1981)
- 24. prosince
  - Fritz Leiber, americký spisovatel († 5. září 1992)
  - Max Miedinger, švýcarský typograf († 8. března 1980)
- 25. prosince – Elefter Luarsabovič Andronikašvili, gruzínský fyzik († 9. září 1989)
- 27. prosince – Ian Donald, skotský gynekolog († 19. června 1987)
- 29. prosince – Ronald H. Coase, britský ekonom, nositel Nobelovy ceny († 2. září 2013)
- neznámé datum
  - Michel Aflak, arabský politik a zakladatel strany Baas († 23. června 1989)
  - Joseph Kasavubu, první prezident Demokratické republiky Kongo († 24. března 1969)
  - Jaroslav Rudnyckyj, ukrajinsko-kanadský lingvista a lexikograf († 19. října 1995)
  - Semiha Berksoy, turecká operní zpěvačka a malířka († 15. srpna 2004)

## Úmrtí

### Česko

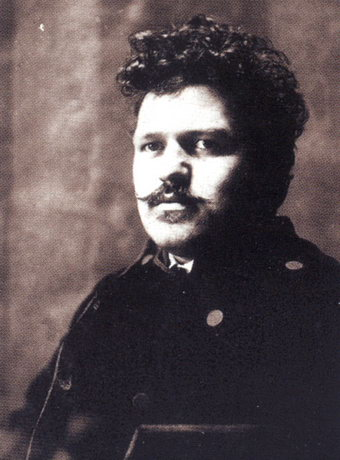
Antonín Slavíček († 1. února)

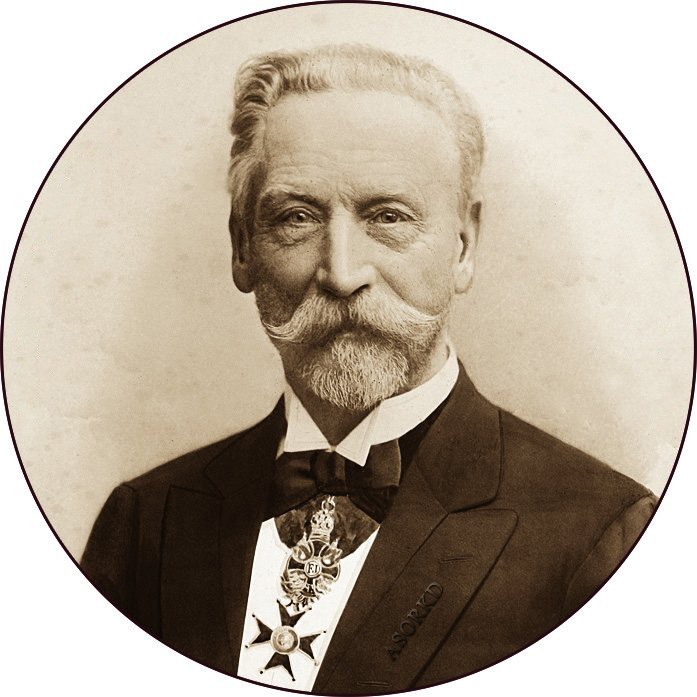
Heinrich Mattoni († 14. května)

- 13. ledna – Anton Schuster, poslanec Českého zemského sněmu (* 13. února 1847)
- 16. ledna – Jaroslav Pospíšil, advokát, odborník na autorské právo (* 27. května 1862)
- 20. ledna – František Xaver Franc, zahradník, amatérský archeolog (* 3. prosince 1838)
- 31. ledna – Gustav Walter, operní pěvec (* 11. února 1834)
- 1. února – Antonín Slavíček, malíř (* 16. května 1870)
- 8. února – Emanuel Zaufal, lékař (* 12. července 1837)
- 12. března – Antonín Vojtěch Horák, hudební skladatel (* 7. července 1875)
- 16. března – Josef Alexander Helfert, právník, historik a politik (* 3. listopadu 1820)
- 19. března
  - Leopold Filip Kolowrat-Krakowsky, šlechtic a politik (* 14. března 1852)
  - Ferdinand Tadra, historik (* 19. ledna 1844)
- 2. dubna – Jan Rosický, českoamerický novinář a prozaik (* 17. prosince 1845)
- 4. dubna – František Štolba, profesor chemické technologie a enzymologie, rektor ČVUT (* 24. března 1839)
- 11. dubna – Josef Erben, pražský statistik (* 24. dubna 1830)
- 21. dubna – Zdeněk Strobach, právník a politik (* 1850)
- 30. dubna – Justus Emanuel Szalatnay, šlechtic, evangelický farář ve Velimi (* 1834)
- 14. května – Heinrich Mattoni, karlovarský podnikatel (* 11. srpna 1830)
- 11. června – Adolf Seifert, lékař, regionální historik a chmelař (* 4. března 1826)
- 10. července – Arthur Breisky, spisovatel a překladatel (* 14. května 1885)
- 12. července – Břetislav Lvovský, kontrabasista a hudební skladatel (* 10. září 1857)
- 17. července – Ladislav Dolanský, jazykovědec a hudební kritik (* 28. listopadu 1857)
- 20. srpna – Vladimír Šťastný, kněz a básník (* 17. března 1841)
- 21. srpna – Vavřinec Svátek, advokát a politik (* 8. srpna 1828)
- 4. září – František Janiš, teolog (* 19. června 1848)
- 10. září – Zdenko Hans Skraup, chemik (* 3. března 1850)
- 23. září – Jan Drozd, kněz, středoškolský profesor a finančník (* 5. ledna 1837)
- 11. října – Jan Slavík, politik (* 13. září 1846)
- 12. října – Josef Herbig, poslanec Českého zemského sněmu (* 18. ledna 1837)
- 20. října – Jan Jaromír Hanel, právník a právní historik (* 9. dubna 1847)
- 2. listopadu – Robert Daublebský ze Sternecku, šlechtic, vojenský zeměměřič, astronom a geofyzik (* 7. února 1839)
- 4. listopadu – Antonín Wiehl, architekt (* 26. dubna 1846)
- 18. listopadu – Beneš Knüpfer, malíř (* 12. dubna 1844)
- 25. listopadu – Magnus Knappe, první baptistický misionář na českém území (* 17. února 1822)
- 6. prosince – Gabriel Blažek, matematik (* 20. září 1842)
- 25. prosince – Antonín Bělohoubek, chemik (* 28. dubna 1845)
- 26. prosince – Josef Müller, ředitel hlavní mincovny ve Vídni a poslanec Českého zemského sněmu (* 2. listopadu 1834)

### Svět

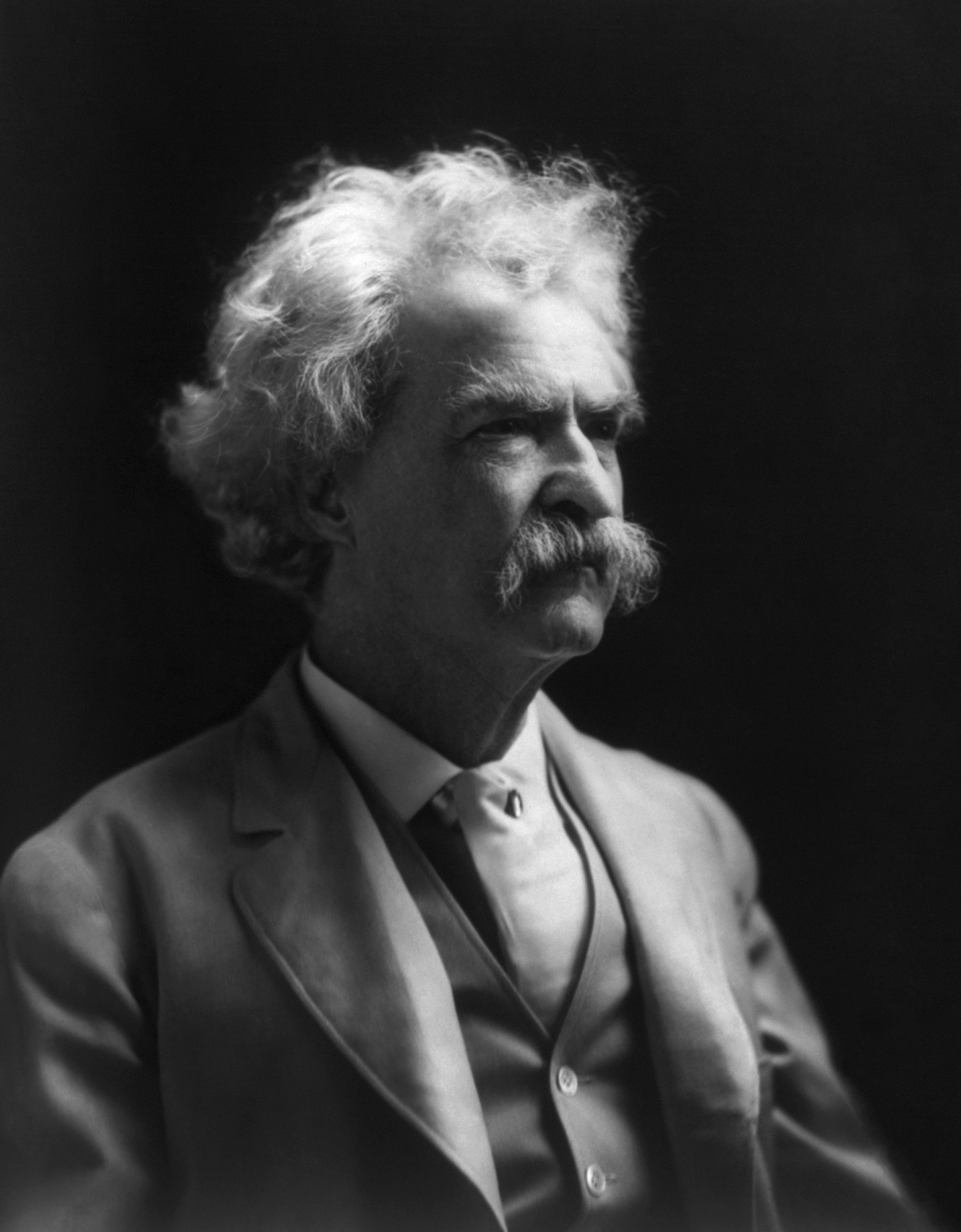
Mark Twain († 21. dubna)

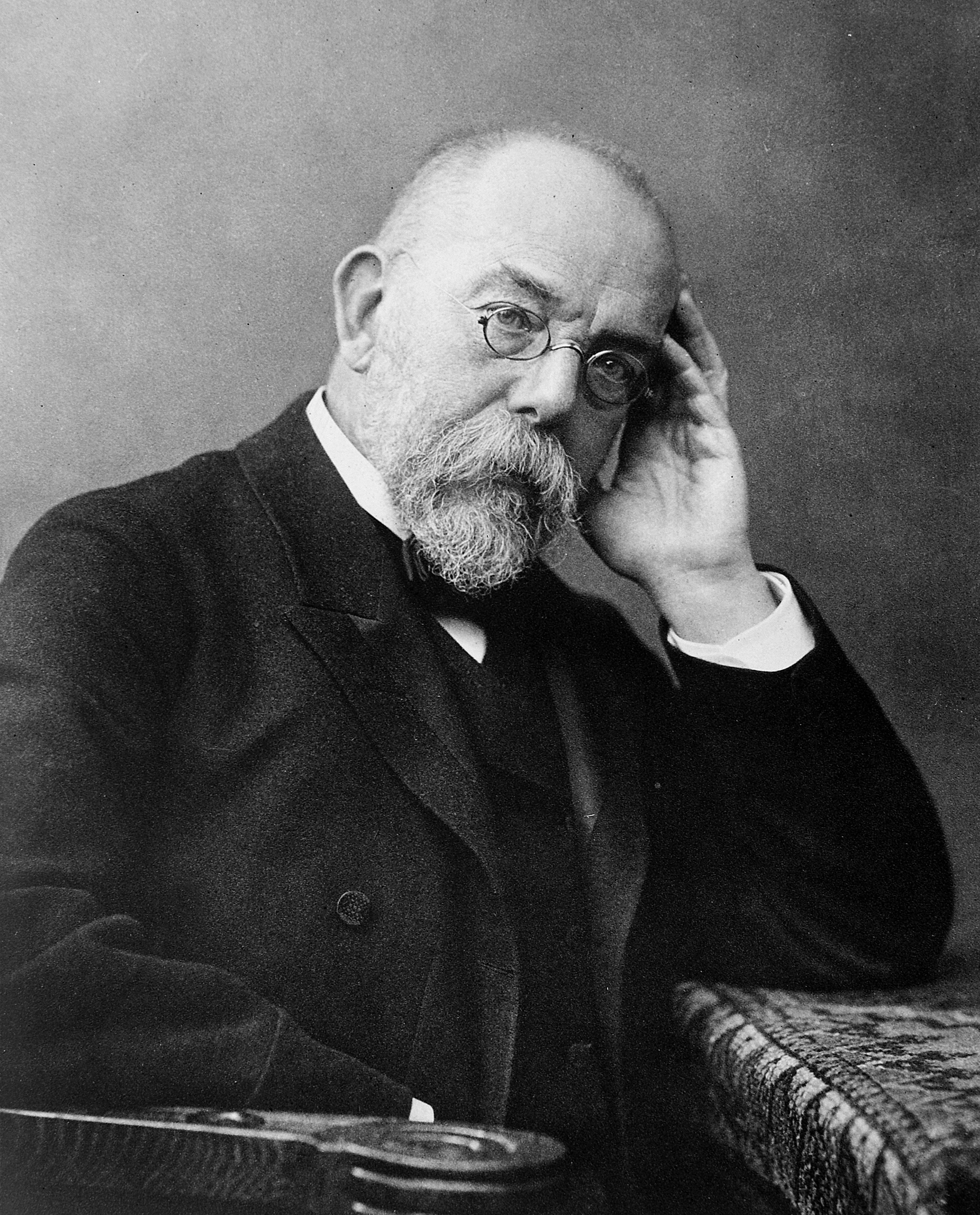
Robert Koch († 27. května)

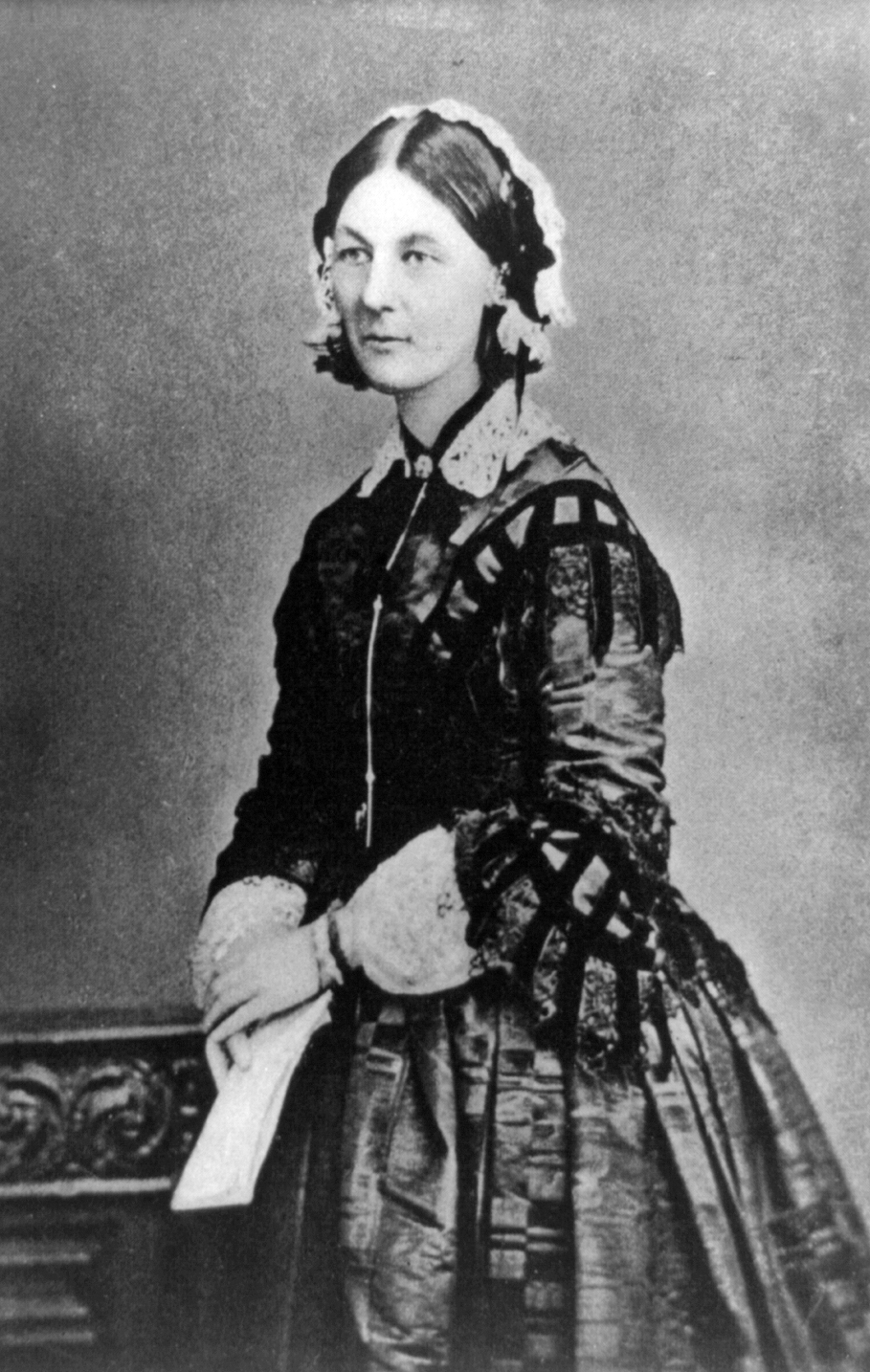
Florence Nightingalová († 13. srpna)

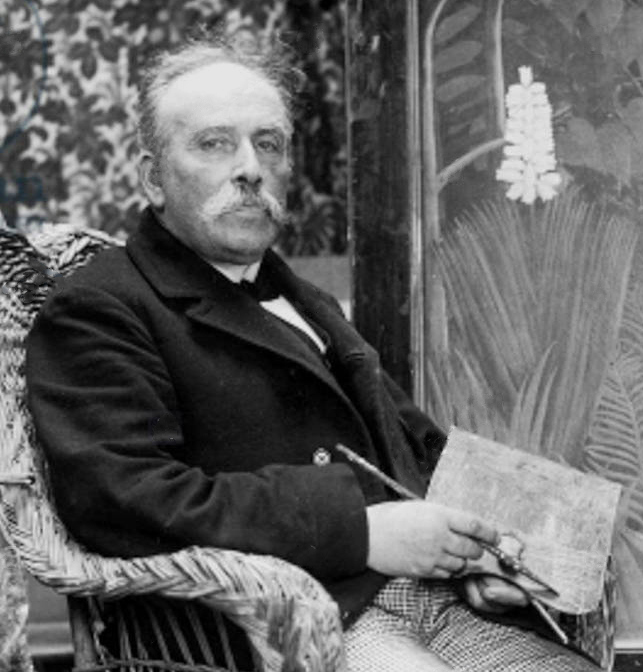
Henri Rousseau († 2. září)

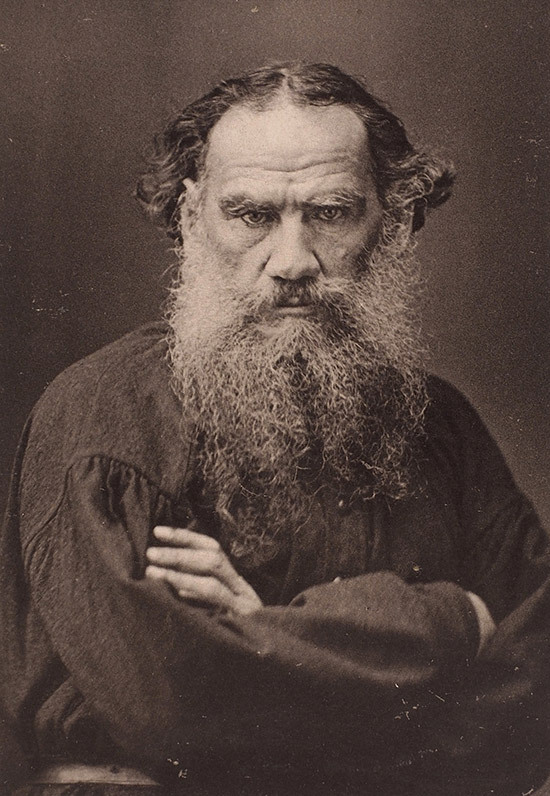
Lev Nikolajevič Tolstoj († 20. listopadu)

- 5. ledna – Léon Walras, francouzský matematický ekonom (* 16. prosince 1834)
- 16. ledna – Martial Caillebotte, francouzský fotograf, skladatel a filatelista (* 7. dubna 1853)
- 28. ledna – William Bell, americký fotograf (* 1830)
- 1. února – Benedikt Niese, německý filolog a historik (* 24. listopadu 1849)
- 2. února – Camille Silvy, francouzský fotograf (* 8. května 1834)
- 7. února – Josef Schöffel, rakouský novinář a politik (* 29. června 1832)
- 27. února – Paul Poggendorff, německý agronom a spisovatel (* 21. října 1832)
- 4. března – Knut Johan Ångström, švédský fyzik (* 12. ledna 1857)
- 10. března – Karl Lueger, starosta Vídně (* 24. října 1844)
- 17. března – Joaquín Valverde Durán, španělský skladatel, dirigent a flétnista (* 27. února 1846)
- 21. března – Nadar (Gaspard-Félix Tournachon), francouzský fotograf (* 6. dubna 1820
- 29. března – George Turner, anglický malíř (* 2. dubna 1841)
- 31. března – Resan Hanımefendi, manželka osmanského sultána Murada V. (* 28. března 1860)
- 1. dubna – Andreas Achenbach, německý malíř (* 29. září 1815)
- 3. dubna – Richard Abegg, německý fyzikální chemik (* 9. ledna 1869)
- 6. dubna – Blahoslavený Michael Rua, rector major salesiánů (* 9. června 1837)
- 12. dubna – William Graham Sumner, americký sociolog (* 30. října 1840)
- 13. dubna – William Quiller Orchardson, skotský malíř (* 27. března 1832)
- 14. dubna – Michail Vrubel, ruský malíř (* 17. března 1856)
- 21. dubna – Mark Twain, americký spisovatel a humorista (* 30. listopadu 1835)
- 26. dubna – Bjørnstjerne Bjørnson, norský spisovatel, nositel Nobelovy ceny (* 8. prosince 1832)
- 6. května – Eduard VII., král Spojeného království Velké Británie a Irska
- 7. května – Emil Kautzsch, německý evangelický teolog (* 4. září 1841)
- 10. května – Stanislao Cannizzaro, italský chemik (* 13. července 1826)
- 12. května – William Huggins, anglický astronom (* 7. února 1824)
- 18. května – Eliza Orzeszkowa, polská spisovatelka (* 6. června 1841)
- 22. května – Jules Renard, francouzský spisovatel (* 22. února 1864)
- 26. května – Marian Gawalewicz, polský spisovatel, novinář a divadelní kritik (* 21. října 1852)
- 27. května – Robert Koch, německý lékař a zakladatel bakteriologie (* 27. května 1843)
- 28. května – Kálmán Mikszáth, maďarský spisovatel, novinář a poslanec (* 16. ledna 1847)
- 29. května – Milij Alexejevič Balakirev, ruský skladatel, klavírista a dirigent (* 2. ledna 1837)
- 5. června – O. Henry, americký spisovatel (* 11. září 1862)
- 20. června – Stanisław Madeyski-Poray, předlitavský právník, vysokoškolský pedagog a politik (* 24. dubna 1841)
- 23. června – Josep Pascó, katalánský malíř (* 1855)
- 4. července
  - Giovanni Schiaparelli, italský astronom (* 14. března 1835)
  - Melville Fuller, americký právník a politik (* 11. února 1833)
- 10. července – Johann Gottfried Galle, německý astronom (* 9. června 1812)
- 12. července – Charles Rolls, britský průkopník letectví a automobilismu (* 27. srpna 1877)
- 14. července – Marius Petipa, francouzský tanečník a choreograf (* 11. března 1818)
- 24. července – Archip Ivanovič Kuindži, ruský malíř řeckého původu (* 27. leden 1842)
- 5. srpna – Julius Petersen, dánský matematik (* 16. června 1839)
- 6. srpna – Eugène Trutat, francouzský přírodovědec a fotograf (* 25. srpna 1840)
- 7. srpna – Klemens Bachleda, polský horský průvodce (* 1849)
- 8. srpna – Janko Polić Kamov, chorvatský básník, dramatik a romanopisec (* 17. listopadu 1886)
- 13. srpna
  - Florence Nightingalová, anglická ošetřovatelka (* 12. května 1820)
  - John Poyntz Spencer, 5. hrabě Spencer, britský státník a šlechtic (* 27. října 1835)
- 22. srpna – Leopold Oser, rakouský lékař a vynálezce (* 27. července 1839)
- 26. srpna – William James, americký psycholog (* 11. ledna 1842)
- 1. září – Alexandr Michajlovič Zajcev, ruský chemik (* 2. července 1841)
- 2. září – Henri Rousseau, francouzský malíř (* 21. května 1844)
- 7. září – William Holman Hunt, anglický malíř (* 2. dubna 1827)
- 29. září – Winslow Homer, americký realistický malíř (* 24. února 1836)
- 8. října – Maria Konopnicka, polská spisovatelka (* 23. května 1842)
- 11. října – Heinrich Caro, německý chemik (* 13. února 1834)
- 12. října – William Hunt Painter, britský botanik (* 16. července 1835)
- 17. října – Kurd Lasswitz, německý matematika spisovatel (* 20. dubna 1848)
- 19. října – Luigi Lucheni, italský anarchista (* 22. dubna 1873)
- 30. října – Henri Dunant,  švýcarský humanista, spoluzakladatel Mezinárodního Červeného kříže, nositel Nobelovy ceny (* 8. května 1828)
- 15. listopadu – Wilhelm Raabe, německý spisovatel (* 8. září 1831)
- 19. listopadu – Gustave Serrurier-Bovy, belgický architekt a návrhář nábytku (* 27. července 1858)
- 20. listopadu – Lev Nikolajevič Tolstoj, ruský spisovatel a filosof (* 9. září 1828)
- 26. listopadu – Laza Kostić, srbský básník (* 31. ledna 1841)
- 10. prosince – Jegor Sozonov, ruský revolucionář (* 7. června 1879)
- 20. prosince – Angelo Neumann, rakouský zpěvák, režisér a divadelní ředitel (* 18. srpna 1838)
- 29. prosince – Reginald Doherty, britský tenista (* 14. října 1872)
- neznámé datum
  - Lala Deen Dayal, indický fotograf (* 1844)
  - William H. Getchell, americký fotograf (* 10. března 1829)
  - Katarina Konstantinović, srbská šlechtična a milenka knížete Michala III. (* 1848)

## Hlavy států
- České království – František Josef I.
- Papež – Pius X.
- Království Velké Británie – Eduard VII. – Jiří V.
- Uherské království – František Josef I.
- Rakouské císařství – František Josef I.
- Rusko – Mikuláš II. Alexandrovič
- Prusko – Vilém II. Pruský
- Španělsko – Alfons XIII.
- Itálie – Viktor Emanuel III.
- Bulharsko – Ferdinand I.
- Bavorsko – Otto I. Bavorský
- Švédsko – Gustav V.
- Dánsko – Frederik VIII.
- Norsko – Haakon VII.
- Nizozemsko – Wilhelmina I.
- Japonsko – Meidži
- Čínské císařství – Süan-tchung (Pchu-i)